# Elsenreith
Elsenreith ist eine Ortschaft und eine Katastralgemeinde der Gemeinde Kottes-Purk im Bezirk Zwettl in Niederösterreich. Die Ortschaft hat 130 Einwohner (Stand 1. Jänner 2025).

## Geografie
Durch das Dorf an der Schwelle des Tals der Kleinen Krems zum Spitzer Bach hin führt die Ottenschlager Straße. Beim Dorf entspringt der Amstaller Bach.

## Siedlungsentwicklung
Zum Jahreswechsel 1979/1980 befanden sich in der Katastralgemeinde Elsenreith insgesamt 46 Bauflächen mit 21.087 m² und 30 Gärten auf 39.698 m², 1989/1990 gab es 52 Bauflächen. 1999/2000 war die Zahl der Bauflächen auf 116 angewachsen und 2009/2010 bestanden 91 Gebäude auf 192 Bauflächen.

## Geschichte
Der Ort wird 1390 zum ersten Mal schriftlich als Elsenrawt erwähnt, der Name bezieht sich auf die Rodung einer Else/Elisabeth oder eines Elso.
Im Eintrag der Josephinischen Fassion aus Jahre 1786/87 gab es im heutigen Ort 27 Häuser.
Nach der Entstehung der Ortsgemeinden 1849 wurde der Ort eine eigenständige Ortsgemeinde, zu dieser zählten auch noch die Katastralgemeinden Günsles und Singenreith.
Laut Adressbuch von Österreich waren im Jahr 1938 in der Ortsgemeinde Elsenreith drei Gastwirte, drei Gemischtwarenhändlerinnen, ein Kalkbrenner, vier Kalkwerke, zwei Schmiede, zwei Schneiderinnen, zwei Schuster, ein Steinmetz, zwei Wagner und mehrere Landwirte ansässig.
Zusammen mit Günsles und Singenreith bildete der Ort bis zu seiner Eingemeindung nach Kottes-Purk eine selbständige Ortsgemeinde. Zum 1. Jänner 1967 wurden mit der NÖ. Kommunalstrukturverbesserung die Gemeinden Elsenreith, Kalkgrub, Kottes, Purk, Reichpolds und Voitsau zur Gemeinde Kottes-Purk zusammengelegt.

## Bodennutzung
Die Katastralgemeinde ist landwirtschaftlich geprägt. 338 Hektar wurden zum Jahreswechsel 1979/1980 landwirtschaftlich genutzt und 160 Hektar waren forstwirtschaftlich geführte Waldflächen. 1999/2000 wurde auf 327 Hektar Landwirtschaft betrieben und 165 Hektar waren als forstwirtschaftlich genutzte Flächen ausgewiesen. Ende 2018 waren 309 Hektar als landwirtschaftliche Flächen genutzt und Forstwirtschaft wurde auf 165 Hektar betrieben. Die durchschnittliche Bodenklimazahl von Elsenreith beträgt 19,5 (Stand 2010).

## Sport
Elsenreith ist Etappenort am Nord-Süd-Weitwanderweg.